# Heterophrynus alces
Heterophrynus alces är en spindeldjursart som beskrevs av Pocock 1902. Heterophrynus alces ingår i släktet Heterophrynus och familjen Phrynidae. Inga underarter finns listade i Catalogue of Life.